# Jos Vranken (1939)
Joseph Jacob Hubert (Jos III) Vranken (Rijswijk, 1 augustus 1939) is een Nederlands (koor)dirigent en organist.

## Familie
Jos III is is een telg uit de familie Vranken die vier generaties musici telt. Hij is de zoon van Josephina Maria Koemans en Josephus Jacob Hubert (Jos II) Vranken, eveneens musicus. Zijn grootvader Petrus Josephus Vranken (Jos I) Vranken was ook organist/dirigent o.a. in Utrecht, Rotterdam en Den Haag. Ook zijn overgrootvader Jacques Vranken was meer dan 50 jaar organist in Bunde (L).

## Opleiding
Na zijn lagere school bij de Broeders van de Onbevlekte Ontvangenis van Maria in de Weimarstraat en op het Westeinde en middelbareschooltijd op het Aloysius College in Den Haag studeerde hij orgel en koordirectiemuziek aan de rooms-katholieke Kerkmuziekschool St.-Caecilia te Utrecht van 1954 tot 1958 De kerkmuziekschool was in die tijd een internaat, vergelijk seminarie, voor jongens met als doel een opleiding tot professioneel kerkmusicus. Hij behaalde het einddiploma directie. Bekende docenten waren o.a. Albert de Klerk en Herman Strategier. Al vanaf heel jonge leeftijd, naar zijn zeggen ongeveer 8 jaar, speelde hij orgel bij het kerkkoor van zijn vader in de Elandstraatkerk in Den Haag.

## Muzikale carrière
Na zijn studie werd hij in oktober 1962 aangesteld als organist/dirigent aan de Sint-Bartolomeüskerk in Poeldijk. Hij leidde daar de diverse koren van Deo Sacrum, gregoriaanse schola, jongenskoor, meisjeskoor, later het kinderkoor, dames- en herenkoor en kamerkoor gedurende vele decennia. Met deze koren bouwde hij voort aan een traditie van grote uitvoeringen met Kerstmis en Pasen. Met orkest voerden de gezamenlijke koren jarenlang de Krönungsmesse van Mozart uit. Vrijwel iedere zondag werden de vaste gezangen in het Latijn meerstemmig uitgevoerd. Bij de kinderkoren vond een gedegen scholing plaats met jaarlijkse examens in zang en notenleer onder auspiciën van de Nederlandse Sint-Gregoriusvereniging. In zijn aanstelling was hij verantwoordelijk voor de muzikale invulling van alle vieringen op alle dagen van de week. Hij nam van Deo Sacrum afscheid in 1995, maar hij vervangt er nog geregeld de huidige organist/dirigent.
In 2023 is hij nog organist/dirigent van het Liturgisch Koor Cantate Domino in Den Haag en Jubilate Deo in Wateringen.
Hij was sinds begin zestiger jaren Hoofd Opleidingen bij de Stichting Nederlandse Korenorganisaties en de voorganger daarvan de Federatie Nederlandse Zangkoren, een koepel van Nederlandse korenbonden. Hij was daar ook stafmedewerker buitenland. Vanuit deze functie organiseerde hij meerdere malen het vierjaarlijks Internationaal Korenfestival (IKF) in Arnhem van 1987 tot 2005. Daarna werd het nog eenmaal in Rotterdam gehouden. In Rotterdam vond in 1999 al het World Symposium on Choral Music plaats. Na 2000 was Jos als artistiek leider betrokken bij Tonen 2000, een korenfestival op kleinere schaal in het Westland met nationale en internationale deelnemers.
Jos was werkzaam bij de muziekcommissies van de Arbeitsgemeinschaft Europäischer Chorverbände (AGEC)(Europa Cantat) en de International Federation of Choral Music.
Als dirigent is hij meer dan 65 jaar werkzaam op het gebied van het oratorium, de katholieke kerkmuziek en de a capella koorzang. Hij leidt en leidde koren in Almelo, Arnhem, De Lier, 's-Gravenhage, 's-Gravenzande, Naaldwijk, Noordwijkerhout, Overveen, Poeldijk, Rotterdam, Scheveningen, Schiedam, Tiel, Vlaardingen, Wateringen, Winterswijk en Zwolle.
Hij dirigeerde vele van de bekende oratoria en verder nog Svatá Ludmilla van Antonín Dvořák, Moses van Max Bruch, War Requiem van Benjamin Britten, Or Shall We Die? van Michael Berkeley en Le Chant des forêts opus 81 van Dmitri Sjostakovitsj. In 2011 leidde hij de eerste Matthäus Passion van Johann Sebastian Bach in het Westland.
Bij verschillende korenorganisaties (KCZB, KNZV en NBKZO) was Jos Vranken als muzikaal adviseur actief, ook in jury's. Hij adviseert regelmatig en maakt vaak deel uit van jury's bij internationale koorevenementen zoals de Koor-Olympiade 2000 in Linz, in 2002 in Busan (Korea) en in 2006 in Xiamen (China).

## Bestuur
Jos Vranken vervulde en vervult nog tal van bestuursfuncties, niet alleen op het gebied van de rooms-katholieke kerkmuziek, maar ook in politiek en maatschappelijk leven:
- De eerste niet priester die door de Bisschoppenconferentie werd benoemd tot voorzitter van de Nederlandse Sint-Gregoriusvereniging
- Gedurende vele jaren voorzitter van de schoolbesturen van het Nederlands Instituut voor Katholieke Kerkmuziek, een basisschool (vanaf groep 5) met extra aandacht voor kerkkoorzang. De leerlingen maken deel uit van het Kathedrale Koor Utrecht. De lagere school is opgericht in 1959. De vakopleiding kerkmuziek, opgericht in 1925, maakte in het verleden ook onderdeel uit van dit instituut. Ook van de latere bestuurscommissie hbo-opleiding kerkmuziek aan het Nederlands Instituut voor Kerkmuziek was Vranken voorzitter. In dit instituut participeerden ook de drie grootste protestante kerkgenootschappen. Ook docenten kwamen uit de diverse kerkgenootschappen.
- Oud-voorzitter van de stichting Steunfonds NIK (bestaat niet meer)
- Voorzitter van de Stichting Liedbundel, opdrachtgever van de uitgifte van de RK bundel Gezangen voor Liturgie
- Oud-fractievoorzitter van de VVD in de raad van de voormalige gemeente Monster
- Oud-voorzitter van de Stichting Euregio Koorzang
- Bestuurslid Westlandse Korenfederatie

## Onderscheidingen
Vranken ontving veel decoraties:
- Ridder in de Orde van Oranje-Nassau
- Commandeur in de Orde van Sint-Gregorius de Grote
- Drager erespeld gemeente Monster
- Stadspenning gemeente Den Haag
- Gregoriusplaquette van de NSGV
- Medaille d'Argent van Sciences et Lettres Paris
- Pro Cultura Hungarica
- Westland Stek
- Gouden Reversspeld van de koninklijke Christelijke Zangersbond
- Laurentiusplaquette van het Bisdom Rotterdam
- Glazen Stad van de gemeente Westland

## Privé
Jos Vranken is gehuwd en woont in Poeldijk. Zij hebben een dochter en een zoon (Jos IV, maar geen musicus). De kleinkinderen zijn allen meisjes. Zijn echtgenote was vooral in het nog analoge tijdperk belangrijk voor het beheer van de ingewikkelde werkagenda van Jos. Maandelijks was er een A3-vel met alle dagen en vaste en incidentele afspraken. Dat overzicht ging over meer dan 12 maanden. Daarin stond ook gemeld wie hem verving bij verblijf in het buitenland of bij dubbele verplichtingen. Zij was zelf ook beschikbaar om indien nodig repetities (in Poeldijk) en zelfs uitvaarten over te nemen.

## Trivia
Jos en zijn vader hadden jarenlang tegelijkertijd avondrepetities bij mannenkoren in respectievelijk Almelo of Zwolle en Amersfoort. Met de laatste trein terug naar Den Haag wachtten zij in Amersfoort, waar de treinen werden gekoppeld, op elkaar om dan verder reizend in de coupé uit een heupflesje gezamenlijk een glaasje cognac of vieux te drinken en de ervaringen van de week door te nemen. Het kon gebeuren dat de dienstdoende conducteur zich bij het gesprek (en het drankje) aansloot. Na het overlijden van zijn vader Jos II in 1974 heeft Jos III zijn vader enige tijd vervangen bij de Koninklijke Zangvereeniging Rotte's Mannenkoor.